# バルロベント平野
バルロベント平野 (バルロベントへいや、Llanura de Barlovento) は、ベネズエラのミランダ州東部を占める平野である。カリブ海に面した海岸平野である。この平野を中心にした地域もバルロベントと呼ばれる。
地図上の形は、北、南西、南東の三つの頂点を持つ三角形である。北はコスタ山脈、南辺はインテリオル山地、北-南東辺は海岸線。西辺はトゥイ盆地との間の丘陵で限られる。トゥイ盆地からトゥイ川が流れこみ、平野の中央を横切ってカリブ海に注ぐ。他にも多くの中小河川が山地・丘陵地から流れでて、平野を横切って海に入る。カパジャ川、サンホセ川、エルグアポ川、チュパキレ川などである。
平均気温26、27度。雨が多く、年間2500mm以上、ところにより3000mmを越える。平野のかなりの部分が湿地である。町は山地の麓にそって、または水運を求めてトゥイ川か海岸のそばに作られた。カカオなど熱帯産物が栽培される。海岸にはタカリグア潟があり、国立公園に指定されている。